# 東田真之
東田 真之（とうだ まさゆき、1946年9月12日 -）は、日本の俳優。本名同じ。別名・東田真一。
神奈川県横浜生まれ。特技·趣味は観世流仕舞、柔道2段、庭いじり、金魚の養殖 。

## 主な出演作品

### テレビドラマ
- タイム・トラベラー（1972年、NHK） - カメラマン
- 水もれ甲介（1974年-1975年、日本テレビ） - 樋口正次
- 幡随院長兵衛お待ちなせぇ 第11話「乙女は体を張った」(1974年、NET)
- 水戸黄門（TBS / C.A.L）
  - 第6部 第29話「黄門さまの頑固くらべ　-木更津-」（1975年10月13日）
  - 第7部 第22話「つけ馬連れた若旦那 -新潟-」（1976年10月18日） -飛脚
- 逢えるかも知れない 第24話(1976年、CX/FNS)
- 江戸を斬る (西郷輝彦) (TBS) - 仙太
  - 江戸を斬るIII (1977年)
  - 江戸を斬るVI (1981年)
- 気まぐれ天使 第38話「友江とならばドコドコ迄も」(1976年-1977年、NTV）- 童話作品の雑誌編集者
- 気まぐれ本格派 第36話(1978年、NTV）
- 土曜ワイド劇場「滋賀銀行九億円横領事件」（ANB、1981年2月7日）